# Хав'єр Ібаньєс Діас
Хав'єр Ібаньєс Діас (ісп. Javier Ibáñez Díaz; 14 липня 1996) — кубинський, а потім болгарський боксер, призер Олімпійських ігор 2024, чемпіон літніх юнацьких Олімпійських ігор, Європейських ігор та призер чемпіонатів Європи.

## Аматорська кар'єра
2014 року став чемпіоном молодіжного чемпіонату світу, здобувши шість перемог і вигравши в півфіналі у Душко Благовестова (Болгарія) та в фіналі у Султана Заурбека (Казахстан). Через чотири місяці на II Юнацьких Олімпійських іграх знов став чемпіоном, вдруге вигравши в фіналі у Душко Благовестова.
2016 року був учасником напівпрофесійної боксерської ліги WSB у складі кубинської команди «Domadores de Cuba».
З 2018 року виступає за збірну Болгарії. На чемпіонаті світу 2021 здобув три перемоги, а у чвертьфіналі програв Самуелю Кістохуррі (Франція).
На чемпіонаті Європи 2022 завоював бронзову медаль.
- У чвертьфіналі переміг Небіля Ібрагіма (Швеція) — 5-0
- У півфіналі програв Артуру Базеяну (Вірменія) — 2-3

На Європейських іграх 2023 завоював золоту медаль.
- В 1/8 фіналу переміг Джуда Галлахера (Ірландія) — 4-1
- В 1/8 фіналу переміг Тараса Бондарчука (Україна) — 5-0
- У чвертьфіналі переміг Артура Базеяна (Вірменія) — 5-0
- У півфіналі переміг Небіля Ібрагіма (Швеція) — 4-1
- У фіналі переміг Хосе Кілеса (Іспанія) — 5-0

На чемпіонаті світу 2023 здобув дві перемоги, а у чвертьфіналі програв Мухаммаду Хуссамуддіну (Індія).
На чемпіонаті Європи 2024 завоював бронзову медаль.
- В 1/8 фіналу переміг Алексєя Лагказашвілі (Греція) — 5-0
- У чвертьфіналі переміг Данила Окомана (Молдова) — RSC R2
- У півфіналі пройшов без бою Самуеля Кістохуррі (Франція)
- У фіналі програв Едуарду Саввіну (Росія) — 1-4

На Олімпійських іграх 2020 завоював бронзову медаль.
- В 1/8 фіналу переміг Айдера Абдураїмова (Україна) — 5-0
- У чвертьфіналі переміг Шудай Харада (Японія) — 5-0
- У півфіналі програв Мунарбеку Сеїтбек Уулу (Киргизстан) — 1-4